# Ojala hembygdsmuseum
Ojala hembygdsmuseum (finska: Ojalan kotiseutumuseo) är ett hembygdsmuseum i Pattijoki i Brahestad i Norra Österbotten.
Augusta Durchman (1835–1911) testamenterade medel till Pattijokis församling för inrättande och underhåll av ett sjukhem för äldre. Pattijoki kommun köpte Ojalas gård, renoverade den och skänkte den till härbärget. Augusta Durchmans härbärge ("Augusta Durchmanin Turvakoti") öppnades 1913 och var i drift till 1957. Detta år övertog kommunen ålderdomshemmet fram till 1975, då de äldre flyttades till Brahestads vårdhem.
Ojala gård öppnades som museum 1981. I hembygdsmuseet ingår gårdens huvudbyggnad från slutet av 1800-talet och ett annat bostadshus samt en ladugård. I museet visas bland annat lantbruksföremål från början av 1900-talet.
Museet drivs av Brahestads museum.